# 077 : Espionnage à Tanger
Pour plus de détails, voir Fiche technique et Distribution.
077 : Espionnage à Tanger (en espagnol : Marc Mato, agente S. 077, en italien : S.077 spionaggio a Tangeri) est un film d'espionnage hispano-italien sorti en 1965, réalisé par Gregg C. Tallas.

## Fiche technique
- Titre français : 077 : Espionnage à Tanger[2]
- Titre original espagnol : Marc Mato, agente S. 077
- Réalisation : Gregg C. Tallas
- Musique : Benedetto Ghiglia
- Pays de production :  Espagne,  Italie
- Genres : film d'espionnage, film d'action
- Durée : 98 minutes[2]
- Année de sortie : 1965
  - France : 22 mars 1966[2]
- Langue originale : espagnol

## Distribution
- Luis Dávila : Marc Mato / Agent S 077
- José Greci : Léa
- Perla Cristal : Madeleine
- Ana Castor : Madame Stanier
- Alfonso Rojas : Prof. Grave
- Alberto Dalbes : Rigo Orel
- Joaquín Bergía : Frank
- Rufino Inglés
- Tomás Blanco
- Barta Barri
- Amparo Díaz